# Vojaška akademija Frunze
Vojaška akademija M. V. Frunzeja (izvirno rusko Военная академия им. М. В. Фрунзе, krajše le Vojaška akademija Frunze) je bila vojaška akademija (univerza za podiplomski študij) Sovjetske zveze in nato Ruske federacije; delovala je med letoma 1918 in 1998.
Poimenovana je bila po Mihailu Vasiljeviču Frunzeju.

## Zgodovina
Ustanovljena je bila leta 1918 kot akademija Generalnega štaba Rdeče Armade. Leta 1921 je bila preoblikovana v Vojaško akademijo RKKA. Prvotno je akademija poučevala predmete s poudarkom na generalštabnemu usposabljanju, toda po ustanovitvi Vojaške akademije Vorošilov se je usmerila v usposabljanje vojskovanja med različnimi službami in vejami oboroženih sil.
Leta 1998 sta se Vojaški akademiji Frunze in Malinovski združili v Akademijo kombiniranih sil Oboroženih sil Ruske federacije.

## Osebje
Načelniki akademiji
Predavatelji
- Peter Grigorjevič Grigorenko
- Jukums Vācietis
- Stanislav Giljarovič Poplavski

Diplomiranci
- Nikolaj Gerasimovič Kuznecov
- Liu Bocheng
- Vasilij Ivanovič Čujkov
- Nikolaj Fjodorovič Vatutin
- Ivan Stepanovič Konjev
- Leonid Aleksandrovič Govorov
- Konstantin Konstantinovič Rokosovski
- Rodjon Jakovljevič Malinovski
- Fjodor Ivanovič Tolbuhin
- Andrej Ivanovič Jeremenko
- Ivan Aleksandrovič Serov
- Ruslan Sultanovič Aušev
- Isa Aleksandrovič Plijev
- Aleksej Inokentijevič Antonov
- Matvej Vasilevič Zaharov
- Mihail Petrovič Kirponos
- Karol Świerczewski
- Bolesław Kontrym
- Enrique Líster
- Boris Vsevolodovič Gromov
- Semjon Mojisejevič Krivošein
- Pavel Sergejevič Gračev
- Valentin Ivanovič Varenikov
- Pavel Aleksejevič Rotmistrov
- Dimitrij Grigorjevič Pavlov
- Mihail Petrovič Frinovski
- Manfred Stern
- Ivan Kristoforovič Bagramjan
- Jakov Grigorevič Kreizer
- Stanislav Giljarovič Poplavski
- Abdurahman Fatalibejli-Dudanginski

Študentje